# Старопетрівка
Старопетрі́вка — село в Україні, в Бердянському районі Запорізької області. Населення становить 998 осіб.

## Географія
Село Старопетрівка знаходиться на лівому березі річки Берда, вище за течією на відстані 5 км розташоване село Осипенко, нижче за течією на відстані 1 км розташоване село Новопетрівка, на протилежному березі — село Нововасилівка.

## Історія
Село було станицею Петрівською у Азовському козацькому війську у 1831—1864 роках.
З кінця лютого 2022 року під тимчасовою окупацією РФ.

## Населення

### Мова
Розподіл населення за рідною мовою за даними перепису 2001 року:
| Мова            | Кількість | Відсоток |
| --------------- | --------- | -------- |
| українська      | 854       | 85.57%   |
| російська       | 139       | 13.93%   |
| білоруська      | 2         | 0.20%    |
| вірменська      | 1         | 0.10%    |
| інші/не вказали | 2         | 0.02%    |
| Усього          | 998       | 100%     |

## Об'єкти соціальної сфери
- Старопетрівська загальноосвітня школа І-ІІ ступенів

## Постаті
- Матвеєв Олександр Іванович (1952—1974) — український міліціонер.